# Films américains sortis en 1923
Listes de films américains
- 1919
- 1920
- 1921
- 1922
- 1923
- 1924
- 1925
- 1926
- 1927

Liste (non exhaustive) de films américains sortis en 1923.

## A-Z (par ordre alphabétique des titres en anglais)
| Titre                                                  | Réalisateur                     | Distribution                                                                  | Genre              | Notes               |
| ------------------------------------------------------ | ------------------------------- | ----------------------------------------------------------------------------- | ------------------ | ------------------- |
| Adam's Rib                                             | Cecil B. DeMille                | Milton Sills, Elliott Dexter                                                  | Drame              |                     |
| Cendres de vengeance (Ashes of Vengeance)              | Frank Lloyd                     | Norma Talmadge, Conway Tearle, Wallace Beery                                  |                    |                     |
| Asleep at the Switch                                   | Roy Del Ruth                    | Ben Turpin                                                                    | Comédie            |                     |
| The Balloonatic                                        | Buster Keaton                   | Buster Keaton                                                                 | Comédie            |                     |
| The Barnyard                                           | Larry Semon                     | Oliver Hardy                                                                  | Comédie            |                     |
| Black Oxen                                             | Frank Lloyd                     | Corinne Griffith, Conway Tearle                                               | Drame              |                     |
| Blinky                                                 | Edward Sedgwick                 | Hoot Gibson, Esther Ralston                                                   | Comédie-western    |                     |
| Cameo Kirby                                            | John Ford                       | John Gilbert, Gertrude Olmstead                                               | Drame              |                     |
| Christopher Columbus                                   | Edwin L. Hollywood              | Fred Eric, Robert Gaillard, Dolores Cassinelli, Paul McAllister               | Film historique    |                     |
| Circus Days                                            | Edward F. Cline                 | Jackie Coogan, Barbara Tennant                                                | Comédie            |                     |
| The Covered Wagon                                      | James Cruze                     | J. Warren Kerrigan, Lois Wilson, Alan Hale                                    | Western            |                     |
| Daddy (film, 1923)                                     | E. Mason Hopper                 | Jackie Coogan, Josie Sedgwick                                                 | Drame              |                     |
| The Daredevil                                          | Del Lord                        | Ben Turpin                                                                    | Comédie            |                     |
| Son premier amour (The Daring Years)                   | Kenneth Webb                    | Mildred Harris, Charles Emmett Mack et Clara Bow                              | Mélodrame          |                     |
| Dead Game (en)                                         | Edward Sedgwick                 | Hoot Gibson, Robert McKim                                                     | Western            |                     |
| Double Dealing                                         | Henry Lehrman                   | Hoot Gibson, Helen Ferguson, Betty Francisco                                  | Western            |                     |
| The Eternal Three                                      | Marshall Neilan, Frank Urson    | Hobart Bosworth, Claire Windsor, Raymond Griffith, Bessie Love, George Cooper | Film dramatique    | 70 minutes (1 h 10) |
| The Extra Girl                                         | F. Richard Jones                | Mabel Normand                                                                 | Comédie            |                     |
| Un gentilhomme d'Amérique (The Gentleman from America) | Edward Sedgwick                 | Hoot Gibson, Louise Lorraine, Carmen Phillips                                 | Comédie-western    |                     |
| Homeward Bound (film, 1923)                            | Ralph Ince                      | Thomas Meighan, Lila Lee                                                      | Film d'aventures   |                     |
| The Hunchback of Notre Dame                            | Wallace Worsley                 | Lon Chaney, Patsy Ruth Miller, Norman Kerry                                   | Drame              |                     |
| Jamestown                                              | Edwin L. Hollywood              | Robert Gaillard, Dolores Cassinelli                                           | Film historique    |                     |
| Java Head                                              | George Melford                  | Leatrice Joy, Jacqueline Logan                                                | Drame              |                     |
| Héros sans le savoir (Kindled Courage)                 | William Worthington             | Hoot Gibson                                                                   | Western            |                     |
| The Love Nest                                          | Edward F. Cline, Buster Keaton  | Buster Keaton                                                                 | Comédie            |                     |
| Merry-Go-Round                                         | Erich von Stroheim              | Norman Kerry, Mary Philbin                                                    | Drame              |                     |
| The Ne'er Do-Well (film, 1923 )                        | Alfred E. Green                 | Thomas Meighan, Lila Lee                                                      | Comédie            |                     |
| Our Hospitality                                        | John G. Blystone, Buster Keaton | Buster Keaton                                                                 | Comédie            |                     |
| Marin d'eau douce (Out of Luck)                        | Edward Sedgwick                 | Hoot Gibson, Laura La Plante                                                  | Western            |                     |
| The Pilgrim                                            | Charles Chaplin                 | Charles Chaplin, Edna Purviance                                               | Comédie            |                     |
| Pitfalls of a Big City                                 | John A. Waldron                 | Ben Turpin                                                                    | Comédie            |                     |
| The Purple Highway                                     |                                 | Madge Kennedy, Monte Blue, Vincent Coleman et Pedro de Cordoba                | Comédie dramatique |                     |
| L'Outsider (film, 1923) (The Ramblin' Kid)             | Edward Sedgwick                 | Hoot Gibson, Laura La Plante                                                  | Western            |                     |
| Rosita                                                 | Ernst Lubitsch                  | Mary Pickford, Holbrook Blinn                                                 | Drame              |                     |
| Safety Last!                                           | Fred C. Newmeyer, Sam Taylor    | Harold Lloyd et Mildred Davis                                                 | Comédie            |                     |
| Salomé                                                 | Charles Bryant                  | Alla Nazimova                                                                 |                    |                     |
| Scaramouche                                            | Rex Ingram                      | Ramón Novarro, Alice Terry, Lewis Stone                                       | Aventure           |                     |
| La Terre a tremblé (The Shock)                         | Lambert Hillyer                 | Lon Chaney, Virginia Valli                                                    | Drame              |                     |
| Shootin' for Love                                      | Edward Sedgwick                 | Hoot Gibson, Laura La Plante                                                  | Western            |                     |
| The Shriek of Araby                                    | F. Richard Jones                | Ben Turpin                                                                    | Comédie            |                     |
| Sa patrie (The Silent Command)                         | J. Gordon Edwards               | Edmund Lowe, Béla Lugosi                                                      |                    |                     |
| Single Handed                                          | Edward Sedgwick                 | Hoot Gibson                                                                   | Western            |                     |
| The Song of Love                                       | Chester M. Franklin             | Norma Talmadge, Joseph Schildkraut                                            | Drame              |                     |
| Âmes à vendre (Souls for Sale)                         | Rupert Hughes                   | Richard Dix, Eleanor Boardman                                                 | Drame              |                     |
| Suzanna                                                | F. Richard Jones                | Mabel Normand                                                                 | Comédie            |                     |
| The Ten Commandments                                   | Cecil B. DeMille                | Theodore Roberts                                                              | Film d'époque      |                     |
| Three Ages                                             | Buster Keaton                   | Buster Keaton                                                                 | Comédie            |                     |
| Three Wise Fools                                       | King Vidor                      | Claude Gillingwater, Eleanor Boardman                                         |                    |                     |
| The Thrill Chaser                                      | Edward Sedgwick                 | Hoot Gibson, Billie Dove, James Neill                                         | Western            |                     |
| The Trail of the Lonesome Pine                         | Charles Maigne                  | Mary Miles Minter, Antonio Moreno                                             |                    |                     |
| Sous la robe rouge (film, 1923) (Under the Red Robe)   | Alan Crosland                   | Robert B. Mantell, Alma Rubens                                                | Historical         |                     |
| The Virgin Queen                                       | J. Stuart Blackton              | Diana Manners, Carlyle Blackwell                                              | Film historique    |                     |
| The White Sister                                       | Henry King                      | Lillian Gish, Ronald Colman                                                   | Drame              |                     |
| Where's My Wandering Boy This Evening                  | John A. Waldron                 | Ben Turpin                                                                    | Comédie            |                     |
| Why Worry?                                             | Fred C. Newmeyer, Sam Taylor    | Harold Lloyd                                                                  | Comédie            |                     |
| Within the Law                                         | Frank Lloyd                     | Norma Talmadge, Lew Cody                                                      | Drame              |                     |
| The Woman of Bronze                                    | King Vidor                      | Clara Kimball Young, John Bowers                                              |                    | Film perdu          |
| A Woman of Paris                                       | Charles Chaplin                 | Edna Purviance                                                                | Film d'amour       |                     |